# Olympische Sommerspiele 1956/Teilnehmer (Bermuda)
| Gelbes Symbol für Goldmedaillen mit stilisierten Olympischen Ringen | Graues Symbol für Silbermedaillen mit stilisierten Olympischen Ringen | Braundes Symbol für Bronzemedaillen mit stilisierten Olympischen Ringen |
| ------------------------------------------------------------------- | --------------------------------------------------------------------- | ----------------------------------------------------------------------- |
| —                                                                   | —                                                                     | —                                                                       |

Bermuda nahm an den Olympischen Sommerspielen 1956 im australischen Melbourne mit einer Delegation von drei Sportlern an einem Wettkampf in einer Sportart teil.
Es war die vierte Teilnahme des Landes an Olympischen Sommerspielen. 
Jüngster Athlet war mit 33 Jahren und 91 Tagen der Segler Jimmy Kempe, ältester Athlet der Segler Brownlow Eve (51 Jahre und 255 Tage).

## Teilnehmer nach Sportarten

### Segeln
Drachen
- Ergebnisse
Finale: 1.149 Punkte, Rang 15
Rennen eins: 264 Punkte, 3:14:35 Stunden, Rang elf
Rennen zwei: 129 Punkte, 3:24:00 Stunden, Rang 15
Rennen drei: 101 Punkte, 4:20:19 Stunden, Rang 16
Rennen vier: 305 Punkte, 3:11:11 Stunden, Rang zehn
Rennen fünf: 159 Punkte, 3:06:25 Stunden, Rang 14
Rennen sechs: 191 Punkte, 4:19:45 Stunden, Rang 13
Rennen sieben: 101 Punkte, 3:19:35 Stunden, Rang 16
- Mannschaft
Brownlow Eve
Jimmy Kempe
Bernard Ward